# Бедфорд, Джанис
Джани́с Мэй Бе́дфорд (в девичестве — Пайк, англ. Janice May Bedford-Pyke; 15 мая 1945) — австралийская гимнастка, участница летних Олимпийских игр 1964 года.

## Спортивная биография
В 1964 году Джанис Бедфорд приняла участие в летних Олимпийских играх. На соревнованиях в Токио австралийская гимнастка выступила во всех дисциплинах программы, но ни в одном из упражнений не смогла пробиться в финал. Лучшим результатом на отдельных снарядах для Джанис стало 62-е место в упражнении на бревне и вольных упражнениях. В индивидуальном многоборье Бедфорд, набрав 68,991 балла, заняла только 74-е место. В командном первенстве сборная Австралии заняла 10-е место.